# Dodona praestana
Dodona praestana är en fjärilsart som beskrevs av Hans Fruhstorfer 1914. Dodona praestana ingår i släktet Dodona och familjen Riodinidae. Inga underarter finns listade i Catalogue of Life.